# Младежи патриоти
„Младежи патриоти“ (на френски: Jeunesses patriotes) е крайнодясна националистическа политическа партия във Франция в Периода между световните войни.
Тя е създадена под ръководството на Пиер Тетенже през 1924 година като младежки клон на Лигата на патриотите, от която се отделя малко по-късно. Активен противник на лявото правителство, организацията достига през 1926 година 65 хиляди членове, много от които играят активна роля в последващото развитие на френската крайна десница. Тетенже ограничава дейността ѝ при дясното управление след 1926 година, но от 1932 година партията отново е активна и през 1934 година има 100 хиляди членове. През 1936 година е забранена, заедно с други националистически организации.